# Žlan
Žlan é um assentamento localizado no município de Bohinj na Eslovênia. Possuía uma população estimada de 7 habitantes em 2020.